# Temple of the Dog
Temple of the Dog war eine US-amerikanische Grunge-Supergroup. Sie wurde 1990 von Chris Cornell in Seattle gegründet und zwei Jahre später aufgelöst.

## Bandgeschichte
Nach dem Tod seines ehemaligen Mitbewohners und Freundes Andrew Wood (Mother Love Bone), der am 19. März 1990 an einer Überdosis Heroin starb, schrieb Cornell zwei Songs (Say Hello 2 Heaven und Reach Down), die nicht zu der Musik passten, für die seine eigentliche Band Soundgarden stand, die er jedoch auch nicht verwerfen wollte.
Zusammen mit dem Soundgarden-Schlagzeuger Matt Cameron und den Mother-Love-Bone-Mitgliedern Jeff Ament und Stone Gossard (die mit Mike McCready dabei waren, Pearl Jam zu formen) ging er ins Studio, um die beiden Lieder als Single aufzunehmen. Hierbei entstanden eine Reihe neuer Songs, so dass man sich letztendlich entschloss, ein komplettes Album unter dem Namen aufzunehmen und so Andy Woods zu gedenken.
Da sich die Aufnahmen zu Temple of the Dog mit denen von Pearl Jams Ten überschnitten, wurde Eddie Vedder (Pearl Jam) bei dem Lied Hunger Strike mit eingebunden. Hierzu existiert auch ein Video.
Die Ähnlichkeit zwischen dem Song Times of Trouble und Pearl Jams Footsteps lässt sich ebenfalls mit der zeitgleichen Produktion der beiden Alben begründen. Es sind dieselben Akkorde, nur der Text und die Gesangsmelodie unterscheiden sich. Eigentlich entstand der Song im Laufe des Songwritings für die Pearl-Jam-LP. Chris Cornell war jedoch so begeistert von der Musik, dass er einen eigenen Text und Melodie hierzu schrieb.
Der Name „Temple of the Dog“ leitet sich aus einer Textpassage von Andrew Wood ab (Man of Golden Words).
Ihren ersten Live-Auftritt absolvierte Temple of the Dog am 13. November 1990 im Off Ramp Cafe in Seattle. Er sollte gleichzeitig auch der einzige komplette Gig der Band bleiben. Die bislang letzte bekannte Live-Performance fand am 3. und 4. September 2011 im Rahmen des 20-jährigen Pearl-Jam-Jubiläums in East Troy, Wisconsin statt. Die Band spielte Hunger Strike, Call Me a Dog, All Night Thing, Say Hello to Heaven, Reach Down und den Mother-Love-Bone-Song Stardog Champion.

## Diskografie

### Studioalben
| Jahr | Titel Musiklabel              | Höchstplatzierung, Gesamtwochen, AuszeichnungChartplatzierungen (Jahr, Titel, Musiklabel, Platzierungen, Wochen, Auszeichnungen, Anmerkungen) | Höchstplatzierung, Gesamtwochen, AuszeichnungChartplatzierungen (Jahr, Titel, Musiklabel, Platzierungen, Wochen, Auszeichnungen, Anmerkungen) | Höchstplatzierung, Gesamtwochen, AuszeichnungChartplatzierungen (Jahr, Titel, Musiklabel, Platzierungen, Wochen, Auszeichnungen, Anmerkungen) | Anmerkungen                                                |
| Jahr | Titel Musiklabel              | CH | UK | US | Anmerkungen                                                |
| ---- | ----------------------------- | --- | --- | --- | ---------------------------------------------------------- |
| 1991 | Temple of the Dog A&M Records | CH77 (1 Wo.)CH | UK— SilberUK | US5 Platin · (48 Wo.)US | Erstveröffentlichung: 16. April 1991 Verkäufe: + 1.167.500 |

### Singles
| Jahr | Titel Album                     | Höchstplatzierung, Gesamtwochen, AuszeichnungChartsChartplatzierungen (Jahr, Titel, Album, Platzierungen, Wochen, Auszeichnungen, Anmerkungen) | Anmerkungen                           |
| Jahr | Titel Album                     | UK | Anmerkungen                           |
| ---- | ------------------------------- | --- | ------------------------------------- |
| 1991 | Hunger Strike Temple of the Dog | UK51 (2 Wo.)UK | Erstveröffentlichung: 14. Januar 1991 |

Weitere Singles
- 1991: Say Hello 2 Heaven
- 1991: Pushing Forward Back

## Auszeichnungen für Musikverkäufe
| Goldene Schallplatte - Neuseeland - 2024: für das Album Temple of the Dog | Platin-Schallplatte - Kanada - 1992: für das Album Temple of the Dog - Neuseeland - 2022: für die Single Hunger Strike |

Anmerkung: Auszeichnungen in Ländern aus den Charttabellen bzw. Chartboxen sind in ebendiesen zu finden.
| Land/RegionAuszeichnungen für Musikverkäufe (Land/Region, Auszeichnungen, Verkäufe, Quellen) | Silber  | Gold  | Platin     | Verkäufe  | Quellen              |
| -------------------------------------------------------------------------------------------- | ------- | ----- | ---------- | --------- | -------------------- |
| Kanada (MC)                                                                                  | —       | —     | Platin1    | 100.000   | musiccanada.com      |
| Neuseeland (RMNZ)                                                                            | —       | Gold1 | Platin1    | 37.500    | radioscope.co.nz NZ2 |
| Vereinigte Staaten (RIAA)                                                                    | —       | —     | Platin1    | 1.000.000 | riaa.com             |
| Vereinigtes Königreich (BPI)                                                                 | Silber1 | —     | —          | 60.000    | bpi.co.uk            |
| Insgesamt                                                                                    | Silber1 | Gold1 | 3× Platin3 |           |                      |